# 아디나 하워드
아디나 하워드(Adina Howard, 1974년 11월 14일 ~ )는 미국의 음악가, 영화배우, 래퍼이다.
그랜드래피즈에서 태어났다.